# Edifici Cooperativa (Guissona)
L'Edifici Cooperativa és una obra de Guissona (Segarra) inclosa a l'Inventari del Patrimoni Arquitectònic de Catalunya.

## Descripció
És un edifici de dues plantes amb golfa construït en pedra i maó, seguint les línies modernistes de començaments del segle xx. Aquest edifici es divideix en tres cossos horitzontal, el central més gran que els laterals, i aquests pràcticament simètrics.
A la planta baixa hi ha una gran porta rectangular amb llinda, emmarda per dos bandes de pedra que recorren la façana de dalt a baix. A banda i banda dues gran finestres rectangulars tapiades, una de les quals s'ha carregat part del sòcol de pedra i s'ha transformat en porta.
Al segon pis, dues finestres modernes quadrangulars que substitueixen uns finestrals rectangulars amb ampit emmarcats amb mons. Al cos central restes d'una antiga balconada de la qual no es conserva el balcó i s'ha tapiat la porta.
Aquest edifici es corona en el cos central per un frontó triangular resseguit per una cornisa, dins del qual apareixen tres finestres rectangulars dividides per dos pilars de maó.